# Oxira mutila
Oxira mutila là một loài bướm đêm trong họ Noctuidae.